# Ташкентский институт инженеров ирригации и механизации сельского хозяйства
Национальный исследовательский университет «Ташкентский институт инженеров ирригации и механизации сельского хозяйства» — высшее учебное заведение в Ташкенте, Узбекистан. Институт занимается разработкой водных ресурсов.
Выпускником института является Шавкат Мирзиёев, президент Узбекистана с 2016 года.

## История создания
История Ташкентского института инженеров ирригации и механизации сельского хозяйства (ТИИИМСХ) берёт своё начало в 1923 году, когда на базе гидротехнического факультета Туркестанского государственного университета был организован факультет инженерной мелиорации, начавший подготовку агрономов и инженеров по мелиорации. В первый год своего существования факультет окончили 24 агронома и 16 специалистов по водосбережению. В 1934 году на базе Среднеазиатского института инженеров и техников ирригации и Среднеазиатского института ирригации и механизации сельского хозяйства был создан Институт ирригации и механизации сельского хозяйства Средней Азии, который в ноябре 1937 года был переименован в Ташкентский институт инженеров ирригации и механизации сельского хозяйства (ТИИИМСХ). В первые годы становления института были только два факультета: гидромелиорация и механизация. После Второй мировой войны сельскохозяйственная отрасль страны быстро росла, что увеличивала потребность в профессиональных работниках. После окончания Второй мировой войны был создан ряд факультетов: строительство (1945), механизация гидромелиорации (1946) и гидроэнергетика (1946). В 1974 году был создан новый факультет, получивший название «Технология ремонта и создания машин сельскохозяйственной промышленности». В 1979 году были открыты новые инженерные факультеты, что было напрямую связано с экономическим ростом в Узбекистане.
После провозглашения независимости Узбекистана все учебники были переведены на узбекский язык, и большинство занятий начали преподаваться на родном языке Узбекистана. На основании Постановления Кабинета Министров Республики Узбекистан № 150 от 30 марта 2004 года «Об основании Ташкентского института ирригации и мелиорации» на основе бывшего ТИИИМСХ был организован Ташкентский институт ирригации и мелиорации (ТИИМ).
Согласно Постановлению Президента Республики Узбекистан №ПП-3003 от 24 мая 2017 года «О мерах по коренному совершенствованию системы подготовки инженерно-технических кадров для отраслей сельского и водного хозяйства» Ташкентский институт ирригации и мелиорации преобразован в Ташкентский институт инженеров ирригации и механизации сельского хозяйства. В настоящее время в институте работают пять факультетов с 30 кафедрами. В институте работают 353 профессора и учителя и обучается более 4860 студентов.
В 1971 году институт был награждён Орденом Трудового Красного Знамени.
В эти достижения много труда вложили ректоры: проф. С. П. Пулатов (1961—1978), проф. С. И. Искандаров (1978—1986), академик А. У. Салимов (1986—1992), проф. С. И. Ибадуллаев (1992—1995), проф. А. Р. Раджабов (1995—2000), проф. Ф. А. Акназаров (2000—2004), проф. Т. С. Худойбердиев (2004—2011), проф. М. Х. Хамидов (2013—2017), д. э .н., проф. У. П. Умурзоков (2011—2013; с 2017 по н.вр.), проректоры: проф. А. Г. Останков, академик О. В. Лебедев, проф. Ф. М. Рахимбаев, полковник запаса М. И. Мурадов, проф. В. А. Эм, проф. С. Ф. Амиров, проф. С. Ш. Мирзаев, проф. Э. Ф. Файзибаев, проф. М. И. Исмаилов.
В целях оптимизации структуры и совершенствовании деятельности научных учреждений Академии наук в 2012 году согласно Постановлению Кабинета Министров Республики Узбекистан № 33 при ТИИИМСХ создан Научно-исследовательский институт ирригации и водных проблем в результате слияния НПО САНИИРИ Министерства сельского и водного хозяйства и Института водных проблем.

## Факультеты и кафедры
Факультет гидромелиорации
Историю факультета гидромелиорации можно разделить на две части: времена Советского Союза и период после обретения независимости Узбекистана. Прошлое факультета напрямую связано с историей университета. Факультет был создан в 1923 году и стал первым факультетом в истории университета. В первый год факультет окончили только восемь студентов, а позже 274 студента. 16 ноября 1934 года число студентов увеличилось до 705. Создание факультета привело к экономическому росту в Центральной Азии. После обретения независимости факультет был объединен с двумя другими кафедрами.
- Гидравлика
- Гидрология и гидрогеология
- Эксплуатация гидромелиоративных систем
- Ирригации и мелиорации
- Экология и управление водными ресурсами
- Почвоведение и земледелие
- Педагогика, психология и методика преподавания
- Физика и химия
- Физической культуры
- Центр ЭкоГИС

Факультет управления земельными ресурсами
Факультет землеустройства был создан в 1945 году под названием «Землеустройство». Нынешнее свое название факультет получил в 2017 году. В настоящее время на факультете обучаются 670 студентов. За время своей работы факультет «Использование земли и земельного кадастра» стал одним из крупнейших учебных заведений в Центральной Азии. На факультете обучаются студенты из Казахстана, Туркменистана, Киргизии и Таджикистана. Факультет готовит специалистов по следующим специальностям:
- Землепользование
- Государственный кадастр
- Геодезия и геоинформатика
- Высшая математика

Факультет механизации гидромелиоративных работ
- Механизация гидромелиоративных работ
- Организация и технология гидрометаллических работ
- Безопасность жизни
- Гуманитарные науки

Факультет механизации сельского хозяйства
- Кафедра сельскохозяйственной техники
- Тракторы и автомобили
- Эксплуатация и ремонт машин
- Общетехнические науки

Факультет энергоснабжения сельского и водного хозяйства
Факультет энергоснабжения сельского и водного хозяйства был создан после Второй мировой войны, когда возникла высокая потребность в работниках сельскохозяйственного производства. Факультет был создан в результате объединения двух факультетов — «Механизации гидромелиорации» и «Автоматизации сельскохозяйственной промышленности». Это произошло согласно Указу Кабинета Министров Узбекистана № 415 от 3 сентября 2004 года. Факультет готовит специалистов по следующим специальностям:
- Электроснабжение и возобновляемые источники энергии
- Автоматизация и управление технологическим процессом и производством
- Электротехника и мехатроника
- Использование электротехнологий и электроприборов

Факультет гидротехнического строительства
История создания относится к 1946 году, когда первая женщина-ирригатор Т. А. Колпакова открыла здание факультета малых и средних гидроэлектростанций. Через несколько лет факультет стал называться факультетом гидротехнического строительства. Однако, большие изменения факультета произошли в годы независимости Узбекистана. В связи с изменениями в инфраструктуре, в 1991 году факультет был произведен в отдел. В течение нескольких лет факультет работал в составе центра по подготовке инженеров ирригации, а в 1996 г. отдел вошел в состав факультета гидромелиорации и подготовки специалистов в области гидротехнического строительства. Указом Кабинета Министров Республики Узбекистан отдел стал полностью функционировать, как факультет «Строительство гидротехнических сооружений». Факультет готовит специалистов по следующим специальностям:
- Гидротехнические сооружения и инженерные конструкции
- Использование водной энергии и насосных станций
- Начертательная геометрия и инженерная графика
- Теоретическая и строительная механика

Факультет организации и управления водными ресурсами
До 1970-х годов в Узбекистане не было экономистов по водному хозяйству. Это вызвало серьёзные проблемы с потреблением и использованием воды. В 1974 году для решения этой проблемы при факультете гидротехнических сооружений был открыт новый филиал «Экономика водного хозяйства и его анализ». В 1976 году этот филиал был определён в качестве самостоятельного факультета и начал работать в качестве одна из самых больших частей института. В первый год создания факультета были приняты в университет на обучение около 50 студентов, и в 1979 году первые 50 студентов окончили этот факультет. После обретения независимости Узбекистана, в 2015 году факультет был переименован в его нынешнее название «Управление водного хозяйства». На факультете есть два языковых класса, четыре компьютерных класса и более 20 учебных классов, которые снабжены современными учебными материалами и информационными технологиями.
- Управление водным хозяйством
- Кафедра экономики водного хозяйства
- Основы экономической теории
- Бухгалтерский учёт и аудит
- Кафедра информационных технологий
- Кафедра языков
- Кафедра английского языка

#### Магистратура
По окончании магистратуры Ташкентского института инженеров ирригации и механизации сельского хозяйства можно получить два диплома: отечественный и зарубежный. Данная возможность появилась в результате работы ТИИИМСХ с коллегами из Университета Вагенингена (Голландия) по созданию совместной магистратуры, в которой готовят специалистов по специальностям «Охрана окружающей среды», «Геоинформационные системы» и «Международное управление земельными и водными ресурсами». Учебный процесс в совместной магистратуре ведётся на английском языке по единым образовательным стандартам и учебным программам как в Ташкенте, так и в Вагенингене.

### Студенческий городок
Впервые студенческий городок при Ташкентском институте инженеров ирригации и механизации сельского хозяйства был основан в 1987 году. В каждом общежитии студенческого городка проживают студенты разных факультетов. Студенческий городок состоит из трех студенческих общежитий с 2-х, 3-х и 4-хместными комнатами, а также зданий с 6-ти и 7-миместными комнатами для сотрудников университета. В общежитии № 2 проживают 232 студента факультета автоматизации и механизации водного хозяйства и 44 студента факультета строительства ирригационных гидротехнических сооружений и эксплуатации. Количество студентов, проживающих в общежитии 3, составляет около 410 студентов из разных факультетов. В общежитии 3 проживают четыре иностранных студента из Китая. В общежитии 4 проживают 385 студентов разных факультетов, в том числе семь иностранных студентов. В общежитиях 6 и 7 проживают в основном обслуживающий персонал и аспиранты. В этом общежитии 162 комнаты, в которых проживают 607 человек. Общежития обеспечены всем необходимым для удовлетворения основных потребностей каждого студента. В каждом общежитии находятся спортивные залы, кухня, читальные залы и комнаты отдыха.

## Международное сотрудничество

### Меморандумы о сотрудничестве
ТИИИМСХ сотрудничает с 17 университетами и научно-исследовательскими центрами США, Великобритании, Германии, Франции, Швеции, Испании, Италии, Голландии, Южной Кореи, Японии, Китая и других стран, а также участвует в 8 международных проектах «Erasmus Mundus ECW» и Темпус SWAN Европейского союза.

## Филиалы

### Филиал ТИИИМСХ в Бухаре
В 2010 году Президент Узбекистана Ислам Каримов подписал правительственное постановление о создании Бухарского филиала Ташкентского института ирригации и мелиорации. Согласно документу, данное решение принято с учётом возрастающих масштабов задач по мелиоративному улучшению земель, а также специфических особенностей состояния минерализации и засоленности сельскохозяйственных угодий отдельных регионов и в целях подготовки высококвалифицированных специалистов в этой важнейшей сфере экономики страны.
В соответствии с Постановлением Кабинета Министров на базе гидромелиоративного факультета Бухарского государственного университета (БГУ) был основан Бухарский филиал ТИИИМСХ (2010), где осуществляется подготовка бакалавров по трём направлениям образования: «Водное хозяйство и мелиорация», «Механизация водохозяйственных и мелиоративных работ» и «Землеустройство и земельный кадастр», при этом подготовка идет с акцентом на решение задач орошения и возделывания засоленных земель, а также внедрение современных технологий рационального использования водных ресурсов.

### Филиал ТИИИМСХ в Андижане
Андижанский филиал Ташкентского института инженеров ирригации и механизации сельского хозяйства (ТИИИМСХ) был преобразован в Андижанский институт хлопководства (1964). В 1992 году он был преобразован в Андижанский сельскохозяйственный институт.

### Филиал ТИИИМСХ в Карши
Каршинский филиал института был образован 28 мая 2019 года. Также был учрежден академический лицей при филиале.

### Филиал ТИИИМСХ в Ургенче
В 1980-х годах существовал Хорезмский филиал ТИИИМСХ в Ургенче.

## Лицеи при ТИИИМСХ

### Юнусабадский академический лицей
Лицей основан в 1999 году, рассчитан на 375 мест. Учебный процесс лицея базируется на государственном стандарте образования и его реализации по двум направлениям: точные науки (техническое направление — физика, математика, информатика; экономическое направление — математика, английский язык, родной язык, литература) и социально-гуманитарные (юридическое направление — история, английский язык, родной язык, литература).
```
Академический лицей INTERNATIONAL HOUSE TASHKENT
 ===
```

В 1993 году на базе ТИИИМСХ был открыт лицей International House Tashkent (IHT), а в 2007 году IHT получил статус академического лицея при ТИИИМСХ и осуществляет образовательную деятельность в системе средне-специального и профессионального образования. Учебный процесс в IHT базируется на государственном стандарте образования и его реализации по двум направлениям: точные науки и социально-гуманитарные.

## Известные ученики ТИИИМСХ и известные выпускники ТИИИМСХ
1. Мирзиёев Шавкат Мираманович — Президент Республики Узбекистан
2. Рахмонзода Абдулгаффор Азиз — заместитель Министра экономики и торговли Таджикистана, Первый заместитель Председателя Госкомимущества Таджикистана, Зампредседатель Хатлонской области Таджикистана, Председатель города Куляба, депутат Маджлиси намояндагое Маджлиси оли (Парламента)Таджикистана, Член Маджлиси милли Маджлис оли (Верхняя палата) Таджикистана, Первый Замминистр труда, миграции и занятости населения Таджикистана.